# Stefan Siebert (Footballspieler)
Stefan Siebert (* 1968 oder 1969) ist ein ehemaliger deutscher Footballspieler.

## Leben
Siebert spielte zwischen 1993 und 1998 bei den Hamburg Blue Devils. Mit der Mannschaft gewann er 1996 den deutschen Meistertitel sowie 1996, 1997 und 1998 den Eurobowl. Siebert wurde bei den Hamburgern in der Offensive Line eingesetzt.
Siebert ist auch als Sportschütze aktiv. 2023 wurde er Schützenkönig von Altkloster. Er arbeitet als Industrievertreter und ist Vater von zwei Kindern.